# Jerjes I
Jerjes I (en antiguo persa: 𐎧𐏁𐎹𐎠𐎼𐏁𐎠, Xšaya-ṛšā, que significa "gobernador de héroes") (circa 519-465 a. C.), también conocido como Jerjes el Grande, fue el cuarto Gran Rey y Rey de Reyes del Imperio aqueménida (486-465 a. C.), hijo de Darío I y de Atosa, hija de Ciro II el Grande. Su nombre Jerjes (también escrito Xerxes) es una transliteración de la forma griega (Ξέρξης, "Xerxēs") de su nombre persa (griego: Ξέρξης Α΄ της Περσίας; latín: Xerxes I [rex Persarum]).
En la historia occidental, se recuerda a Jerjes principalmente por su invasión a Grecia en el 480 a. C., que concluyó en una derrota persa. Jerjes fue designado sucesor por Darío por encima de su hermano mayor Artobazan y heredó un vasto imperio multiétnico tras la muerte de su padre. Consolidó su poder aplastando revueltas en Egipto y Babilonia, y renovó la campaña de su padre para subyugar Grecia y castigar a Atenas y sus aliados por su interferencia en la revuelta jónica. En 480 a. C., Jerjes comandó personalmente un gran ejército y cruzó el Helesponto hacia Europa. Logró victorias en las Termópilas y en Artemisio, antes de capturar y arrasar Atenas. Sus ejércitos lograron el control de la Grecia continental al norte del istmo de Corinto hasta su derrota en la batalla de Salamina. Temiendo que los griegos lo dejaran atrapado en Europa, Jerjes se retiró junto con la mayor parte de su ejército de vuelta a Asia, dejando a Mardonio para que continuara la campaña. Mardonio fue derrotado en Platea al año siguiente, lo que puso fin de manera efectiva a la invasión persa.
Tras retornar a Persia, Jerjes se dedicó a proyectos de construcción a gran escala, muchos de los cuales habían sido dejados inconclusos por su padre. Supervisó la terminación de la Puerta de todas las Naciones, la Apadana y el Tachara en Persépolis, y continuó la construcción del Palacio de Darío en Susa. Mantuvo asimismo el Camino Real construido por su padre. En 465 a. C., Jerjes y su heredero Darío fueron asesinados por Artabano, comandante de la guardia real. Fue sucedido en el trono por su tercer hijo, que adoptó el nombre de Artajerjes I. 
Académicos de la Biblia lo suelen identificar con Asuero, personaje del libro de Ester, el cual varios eruditos consideran como un romance histórico. No hay un consenso claro, sin embargo, con respecto a qué evento histórico dio base a la historia.

## Las revueltas de Egipto y Babilonia
Jerjes fue designado sucesor de Darío I por delante de todos sus hermanos, mayores que él, y que nacieron antes que Darío ascendiera al trono. Tras ser coronado en octubre de 486 a. C., se enfrentó victoriosamente a una rebelión en el Egipto sometido, que comenzó en ese mismo año. Dejó a su hermano Aquemenes como sátrapa de esa región, sobre la cual ejerció un control represivo.
Sus predecesores, especialmente su padre, no fueron muy afortunados en sus intentos de conciliar las antiguas civilizaciones sometidas con el gobierno persa. Esta fue probablemente la razón por la cual Jerjes abolió definitivamente el reino de Babilonia en 484 a. C., cuando también se llevó la estatua dorada de Bel (Marduk o Merodac, cuyas manos debían tocar el legítimo rey de Babilonia el primer día de cada año) y mató a los sacerdotes que trataban de impedírselo.
Por lo tanto, no aparece con el título de Rey de Babilonia en los textos babilónicos que datan de su reinado, pero sí con el de Rey de Persia y Media, o simplemente Rey de naciones (equivalente a Rey del mundo). Este proceder desencadenó dos rebeliones, en 484 a. C. y en 479 a. C., que fueron sofocadas enérgicamente.

## La segunda guerra médica

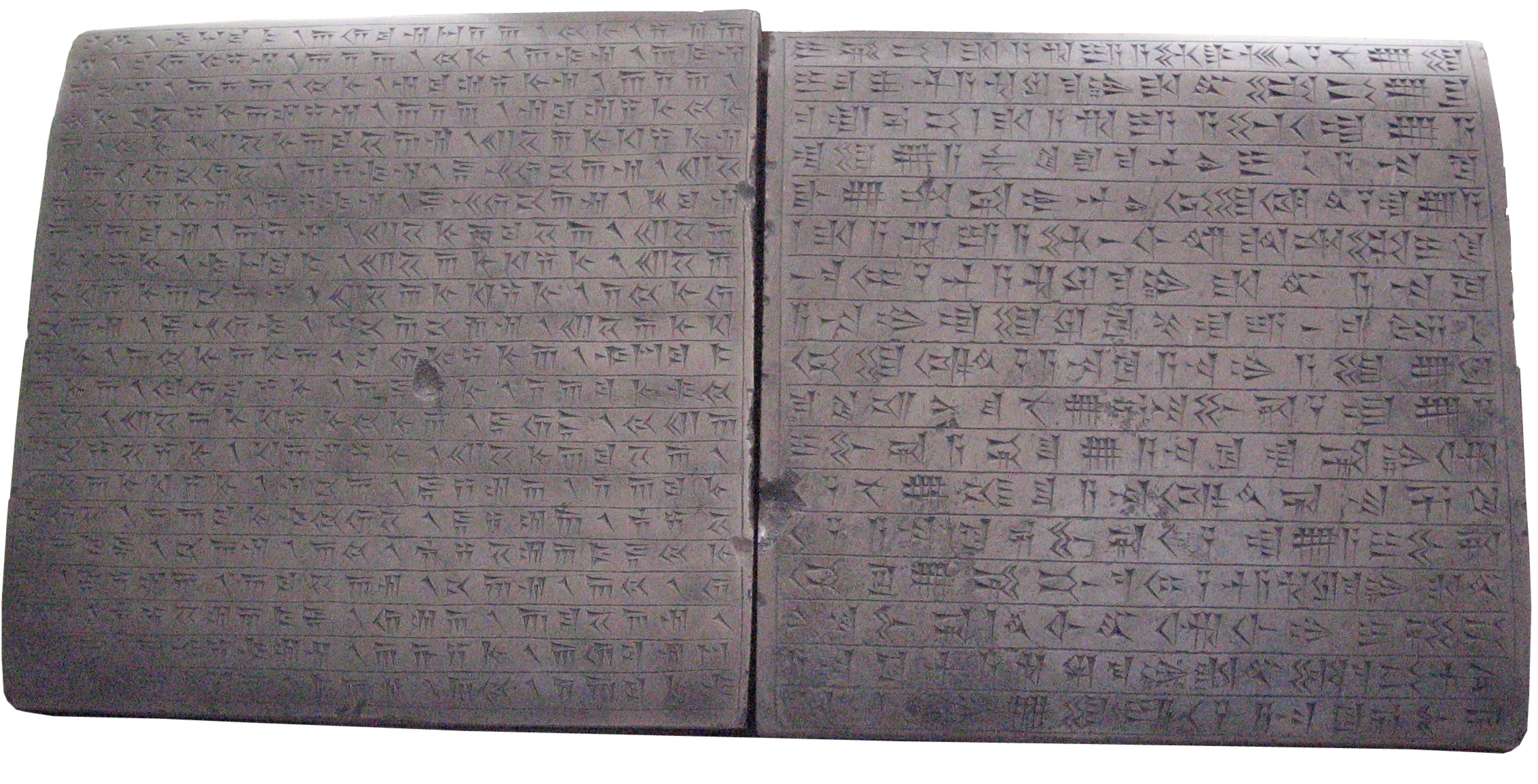
Inscripción bilingüe de Jerjes I, en Persépolis.

Una vez sofocadas todas las revueltas, y alentado por su primo Mardonio, trató de vengar la derrota sufrida por su padre, Darío I, en la batalla de Maratón, durante la primera guerra médica (490 a. C.). Darío no había podido castigar a los atenienses por su intromisión en la revuelta jónica en Asia Menor, por lo que Jerjes planificó la operación de castigo y conquista con sumo cuidado (483 a. C.). 
Ya que una flota persa había naufragado en el año 492 a. C. al pie del monte Athos, mandó excavar el Canal de Jerjes a través del istmo que comunicaba la Península Calcídica, donde está el monte Athos, con el continente europeo; se almacenaron provisiones en escalas a lo largo de la ruta que recorría Tracia y se erigieron dos puentes que atravesaban el Helesponto. 
Jerjes concluyó una alianza con Cartago, lo cual privó a los griegos helénicos del apoyo de los griegos sicilianos de Agrigento y Siracusa, a la vez que consiguió ganar para la causa persa a varios Estados griegos, como Tesalia, Macedonia, Tebas y Argos. Los persas lograron reunir para la ocasión una gran flota (la mayoría de las naves procedían de sus vasallos fenicios y chipriotas) y un poderoso ejército. En relación con el número de efectivos, se puede mencionar lo siguiente extraído del libro VII de Heródoto:

No puedo en verdad decir detalladamente el número de gente que cada nación presentó, no hallando hombre alguno que de él me informe. El grueso de todo el ejército en la reseña ascendió a un millón y setecientos mil hombres; el modo de contarlos fue singular: juntaron en un sitio determinado diez mil hombres apiñados entre sí lo más que fue posible y tiraron después una línea alrededor de dicho sitio, sobre la cual levantaron una pared alrededor, alta hasta el ombligo de un hombre. Salidos los primeros diez mil, fueron después metiendo otros dentro del cerco, hasta que así acabaron de contarlos a todos, y contados ya, los fueron separando y ordenando por naciones.
Heródoto, Historia VII, 60,1

De esta forma, en la primavera del año 480 a. C., Jerjes abandonó Sardes al frente de su ejército, desencadenando así la segunda guerra médica contra la alianza griega de Atenas y Esparta. En principio el ejército persa consiguió importantes victorias: la flota griega fue rechazada en el cabo Artemisio, y tras la victoria sobre Leónidas I de Esparta y sus 300 hombres en el desfiladero de las Termópilas, los persas devastaron Beocia y el Ática, llegando hasta Atenas.
La ciudad había sido evacuada previamente por orden de Temístocles, refugiándose sus habitantes en las islas cercanas, de manera que el ejército persa solo tuvo que enfrentarse a la guarnición de la Acrópolis, saqueando a continuación la ciudad e incendiando y arrasando los templos de la Acrópolis, mientras las fuerzas espartanas y atenienses establecían su última línea de resistencia en el istmo de Corinto y el golfo Sarónico.
Sin embargo, Jerjes fue engañado por un astuto mensaje de Temístocles, llevado por un falso esclavo huido del campo griego, en el que animaba a los persas a atacar cuanto antes. De opinión en contra fue la advertencia de Artemisia de Halicarnaso, reina aliada de Jerjes, que estimaba perjudicial atacar a la flota griega bajo condiciones adversas, en lugar de enviar parte de sus barcos al Peloponeso y esperar simplemente la disolución del ejército griego tras un prolongado asedio. La batalla naval librada en Salamina (480 a. C.), donde la flota griega se había refugiado en el golfo entre el Ática y la isla de Salamina, fue ganada por los griegos. Interrumpidas las líneas de suministro marítimas con Asia Menor, Jerjes decidió retornar a Sardes, mientras para los griegos la victoria supuso un respiro y les dio la posibilidad de reorganizarse en busca de una batalla decisiva. Así, el ejército que Jerjes dejó en Grecia al mando de Mardonio fue derrotado en 479 a. C. en Platea. La posterior derrota persa en Mícala, al norte de Mileto, supuso la libertad de las ciudades griegas de Asia Menor y la renuncia de Jerjes a ellas, dejando de entrometerse en la política griega.
Según narra Heródoto, los motivos de Jerjes para efectuar la expedición de conquista contra los griegos eran dos: el castigo del apoyo militar que los atenienses habían dado a la sublevación jonia y la consecución de una monarquía universal sometida al dominio persa.
Un hecho resaltable es que Jerjes no combatió contra todos los griegos, ni contra Grecia entendida como país (ya que el país de Grecia era inexistente; solo existían las polis), sino contra una alianza de ciudades griegas, contra la cual consiguió la ayuda de otras ciudades griegas de la propia Hélade, no interesadas en un frente común, bien por no sentirse amenazadas por los persas, bien por haberse aliado con estos, abiertamente o en secreto, como fue el caso de los príncipes de Tesalia, de Argos, enemiga jurada de Esparta, o de los aqueos del norte del Peloponeso, no interesados en ninguna guerra.

## Últimos años
De los últimos años del reinado de Jerjes poco se sabe. Se conoce que envió a sátrapas a intentar la circunnavegación de África, pero la victoria de los griegos en la segunda guerra médica supuso la paulatina inmersión del Imperio aqueménida en un estado de apatía, de la cual no volvería a despertar. El mismo rey se vio involucrado en varias intrigas palaciegas, dependiendo en exceso de sus cortesanos y eunucos.

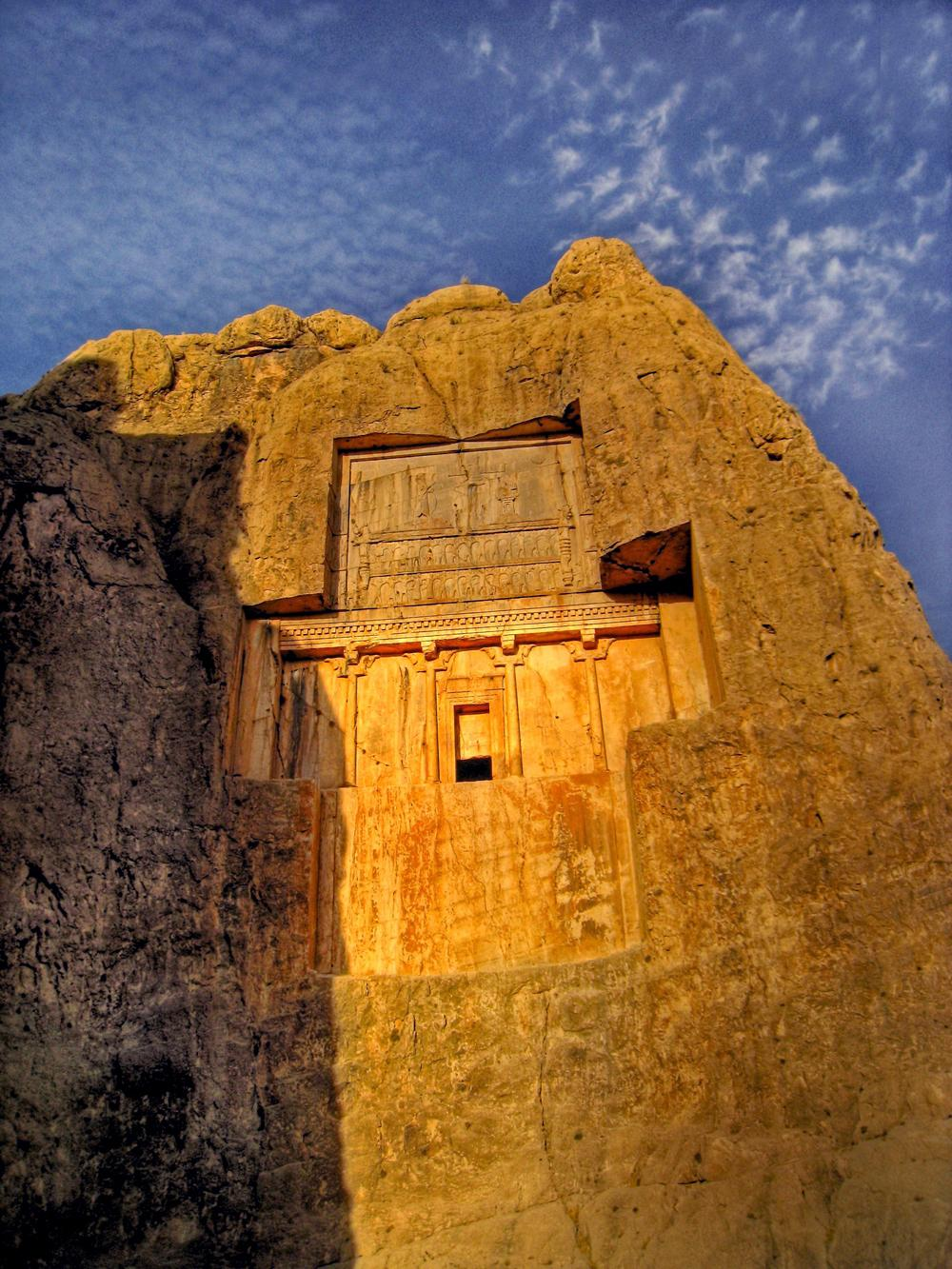
Tumba excavada en roca, en Naqsh-e Rustam, al norte de Persépolis, que se asume como de Jerjes.

Después de los errores militares cometidos en Grecia, volvió a Persia. Allí supervisó la finalización de muchos proyectos iniciados por su padre en Susa y Persépolis, como la Puerta de las Naciones y la Sala de las cien columnas, en Persépolis, que son las estructuras más grandes e impactantes del palacio. También la conclusión de la Apadana del palacio de Darío, y el Tesoro, ambos empezados por Darío, y su propio palacio, que alcanzó el doble de tamaño del de su padre. Su gusto arquitectónico era similar al de Darío, aunque a una escala todavía más gigantesca.
Dejó varias inscripciones: en Van (Turquía), en el monte Elvend (cerca de Ecbatana) y en Persépolis. En todos esos textos simplemente recogió las palabras de su padre.

### Muerte
En 465 a. C., Jerjes fue asesinado por Artabano, comandante de la guardia real y el más poderoso funcionario de la corte persa. Aunque Artabano llevaba el mismo nombre que el famoso tío de Jerjes, su ascenso se debió a su popularidad en los sectores religiosos de la corte y a intrigas del harén. Ideó un plan para destronar a los aqueménidas y colocó a sus siete hijos en posiciones clave del gobierno. El 4 de agosto de este año, Artabano asesinó a Jerjes con la ayuda de un eunuco llamado Aspamitres. Los historiadores griegos dan versiones contradictorias sobre el suceso. Según Ctesias (en Persica 20), Artabano acusó del asesinato al príncipe heredero, Darío, primogénito de Jerjes, y persuadió a otro de los hijos de Jerjes, Artajerjes, de vengar el parricidio, matando a Darío.
Pero según Aristóteles (en Política 5-1311b), Artabano mató primero a Darío y luego a Jerjes. Cuando Artajerjes descubrió los asesinatos, mató a Artabano y a sus hijos. En estas intrigas participó el general Megabizo, cuya decisión de cambiar de bando probablemente salvó a los aqueménidas de perder el trono persa.

## En la Biblia
En el libro bíblico de Ester, se menciona a Jerjes bajo la forma hebraica del nombre Asuero —Aḥashverosh (Assoueros en griego, אֲחַשְׁוֵרוֹשׁ en hebreo)—. Según este relato, Asuero repudió a su reina consorte Vasti, debido a que ella se negó a obedecer su orden de presentarse en un banquete. En su reemplazo, Asuero escogió como esposa a Ester, cuyo origen judío desconocía. Un ministro del rey, Hamán, el agagueo, enemistado con un judío de nombre Mardoqueo (tutor de Ester), convenció al rey Asuero de eliminar al pueblo judío. Una vez publicado el decreto, la reina Ester, aconsejada por Mardoqueo, dejó al descubierto la trama de Hamán y se expidió un nuevo decreto, dando al pueblo judío el derecho a defenderse de sus atacantes, lo que estos hicieron. En conmemoración de tal hecho, se introdujo la fiesta de Purim. Si bien Flavio Josefo, en su obra Antigüedades de los Judíos, considera verídica a esta narración, no hay evidencia de que Ester o Vasti fueran consortes de Jerjes u otro soberano aqueménida; el historiador griego Heródoto, por su parte, escribió que la reina consorte de Jerjes era Amestris, la hija de Ótanes.
Asuero es también el nombre de un rey de Persia en el Libro de Esdras, a quien también se le identifica con Jerjes I, si bien se han propuesto otros nombres.[cita requerida] Según este libro, Jerjes recibió quejas de los samaritanos contra los habitantes de Judá en el contexto de las enemistades existentes entre ambos grupos.

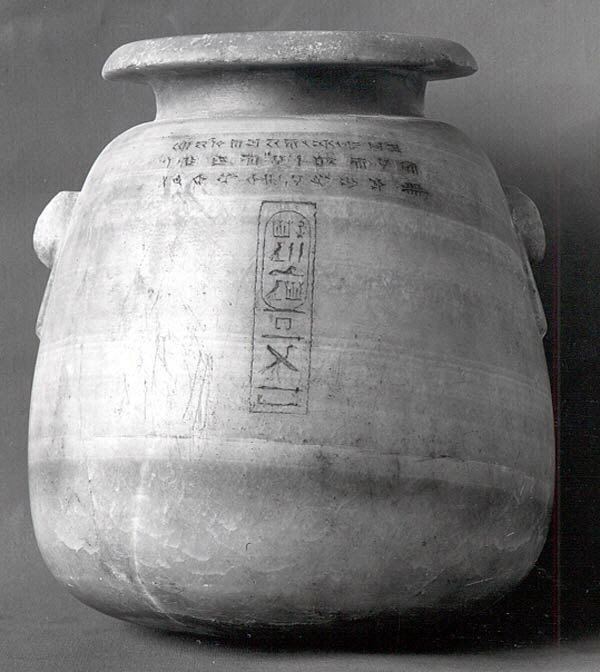
Vasija con escritura cuneiforme y jeroglífica del nombre de Jerjes.

## Los hijos de Jerjes
De Amestris
- Amitis, esposa de Megabizo.
- El futuro rey Artajerjes I (465/464 - 424 a. C.).
- Darío, el primogénito, asesinado por su hermano Artajerjes a instigación de Artabano (c. 465 a. C.).
- Histaspes, tal vez sátrapa de Bactriana, asesinado por Artajerjes (c. 465 a. C.).
- Rodoguna

De madres desconocidas
- Aquemenes, según Ctesias. No obstante, Heródoto comenta que es hijo de Darío y hermano de Jerjes.
- Artario, futuro sátrapa de Babilonia, padre de Menostanes.
- Titraustes
- Ratahshah

## Titulatura
| Titulatura | Jeroglífico | Transliteración (transcripción) - traducción - (referencias) |

| Aa1 | M8 | M17 | M17 | E23 | M8 |

| Aa1 | M8 | M17 | M17 | E23 | M8 |

| Aa1 | M8 | M17 | M17 | E23 | M8 |

| Aa1 | M8 | M17 | M17 | E23 | M8 |

| Aa1 | M8 | M17 | M17 | E23 | M8 |

| Aa1 | M8 | M17 | M17 | E23 | M8 |

| Aa1 | M8 | M17 | M17 | E23 | M8 |

| Aa1 | M8 | M17 | M17 | E23 | M8 |

| Aa1 | M8 | M17 | M17 | E23 | M8 |

| Aa1 | M8 | M17 | M17 | E23 | M8 |

| Aa1 | M8 | M17 | M17 | E23 | M8 |

| Aa1 | M8 | M17 | M17 | E23 | M8 |

| Aa1 | M8 | M17 | M17 | E23 | M8 |

| Aa1 | M8 | M17 | M17 | E23 | M8 |

| Aa1 | M8 | M17 | M17 | E23 | M8 |

| Aa1 | M8 | M17 | M17 | E23 | M8 |

## Jerjes I en la filmografía
- Richard Egan interpreta al rey persa Asuero (Jerjes) en la película Esther y el rey (Esther and the King), dirigida por Raoul Walsh y Mario Bava en 1960.
- David Farrar interpreta a Jerjes en la película Los trescientos espartanos (The 300 spartans, 1962), también traducida como El león de Esparta, dirigida por Rudolph Maté.
- Luke Goss interpreta a Jerjes I en la película One Night with the King (2006), basada en el libro homónimo de Tommy Tenney.
- Rodrigo Santoro interpreta al rey persa en la película 300 (2007), dirigida por Zack Snyder, y también en su secuela, 300: Rise of an Empire (2014), dirigida por Noam Murro.